# Airbus Beluga
Airbus A300-600ST (Super Transporter) eller Beluga är en version av standarden "A300-600 wide body passagerarplan" som modifierats för att transportera flygplansdelar eller annat skrymmande gods som inte behöver tryckkabin. Den skulle officiellt kallats för Super Transporter först, men namnet Beluga efter vitvalen blev populärt och har nu blivit officiellt antaget. Planen flyger huvudsakligen för Airbus där de ersatte den tidigare specialvarianten av Boeing 377 Stratocruiser Superguppy som man tidigare använde. De kommer att kompletteras med och eventuellt   ersättas av det nyutvecklade 
Airbus Beluga XL som togs i drift 9 januari 2020.
Planet har dock också kunnat chartrats för speciella transporter av bland annat  helikoptrar och delar till rymdstationer och år 1999 transporteredes målningen Friheten på barrikaderna av Eugène Delacroix från Paris till Tokyo av en Beluga.